# Le cinesi (Metastasio)
Le cinesi (español: "Las chinas") es un libreto para un composición dramática en un acto de Pietro Metastasio. Fue estrenada con la música de Antonio Caldara en la temporada de carnaval de 1735 en los apartamentos privados de la residencia imperial en Viena como introducción a un “Ballo chinose” de Georg Reutter. Las intérpretes fueron las jóvenes archiduquesas María Teresa y María Ana y una dama de compañía.    
En 1786, el compositor y escritor musical Johann Adam Hiller publicó una traducción al alemán titulada Las muchachas chinas en su libro Sobre Metastasio y sus obras, junto con algunas piezas traducidas al alemán. 

## Trama
El siguiente resumen se basa en la traducción de Johann Adam Hiller . 
Una habitación de estilo chino con una mesa y cuatro sillas en la Casa Lisingas.
Lisinga y sus dos amigas Sivene y Tangia están sentadas aburridas en la mesa, bebiendo té y pensando en cómo pasar el tiempo. El hermano de Lisinga, Silango, llega sin ser visto y escucha un rato a través de una puerta que no está del todo cerrada. Cuando finalmente entra en la habitación, las chicas se sorprenden porque ha roto una prohibición china. Silango lo sabe, pero en su viaje a Europa notó que en todas partes la gente se ríe de esta costumbre. Preocupadas por su reputación, las chicas le piden que se vaya. Él también se despide, pero ellos lo retienen. Después de asegurarle que nadie lo ha visto, Lisinga decide que no debe irse hasta después del anochecer.
Tras aclarar la situación, Lisinga propone realizar una escena de teatro para pasar el tiempo. Silango coincide y explica que este arte actualmente solo se practica en países europeos y es completamente desconocido en China. Sugiere elegir un tema que sea común en Europa. Como cada una tiene preferencias diferentes, al final hay tres pequeñas escenas.
Lisinga elige un tema heroico sobre Andrómaca, la viuda de Héctor . Ella es acosada por Pirro ( Neoptólemo ), quien amenaza con matar a su hijo Astianacte si no lo escucha.
Sivene elige una pastoral sobre la bella pastora Licoris, que se ríe de las lágrimas de su infeliz admirador Thyrsis porque no conoce el amor. Silango asume el papel de pastor.
Tangia ha elegido una comedia. Ella ha notado que Silango está enamorado de Sivene y quiere burlarse de él. En su escena interpreta a un joven “atractivo” que ha vuelto de un viaje. Se sienta frente a un espejo, se prepara y se queja del modo de vida local, que no tiene nada que ver con lo que experimentó en París.
Ahora quieren decidir qué tipo de estilo es el mejor. A Sivene le gusta más la tragedia, pero no es adecuada como mero pasatiempo. Silango sugiere una pastoral pero Tangia prefiere la variedad y recomienda comedia. Sin embargo, Lisinga teme que alguien pueda sentirse ofendido por la interpretación. Como solución, Silango finalmente propone traer músicos y realizar un ballet.

## Historia
En 1735, además de su oratorio Gioas re di Giuda, Metastasio escribió cuatro obras ocasionales: Le cinesi, Le grazie vendicate, Il palladio conservato e Il sogno di Scipione . A excepción de esta última, estaban destinadas a representaciones amateurs de las archiduquesas María Teresa y María Ana y una dama de compañía: la primera versión de Le Cinesi contenía solo los tres personajes femeninos. Fue encargo de la emperatriz Isabel Cristina concebida como  introducción a un ballet chino de Georg Reutter . En una de sus cartas, Metastasio recordó lo satisfecho que estaba con la calidad material y artística de la representación. Las archiduquesas "recitaron y cantaron como ángeles" ("Esse hanno recitato et cantato come angeli").  A diferencia de las obras anteriores de Metastasio, Le cinesi no tiene un carácter mitológico ni puramente cortesano. El papel de Lisinga está adaptado a la heredera al trono, María Teresa. Ella es más seria que los otros personajes y la verdadera protagonista. Además, no está enamorada como Sivene ni es superficial como Tangia. 
El personaje de Tangia es una de las creaciones más logradas de Metastasio. Su ingenuidad y su ingenio nos recuerdan al personaje de Silvia en su obra posterior L'isola disabitata, quien, como ella, se siente asustada y atraída por los hombres. Sus deseos se ven frustrados a menudo por la autoridad de sus hermanas y su propia inexperiencia. Sus celos le dieron a Metastasio la oportunidad de procesar irónicamente la pasión de Sivene por Silango. 

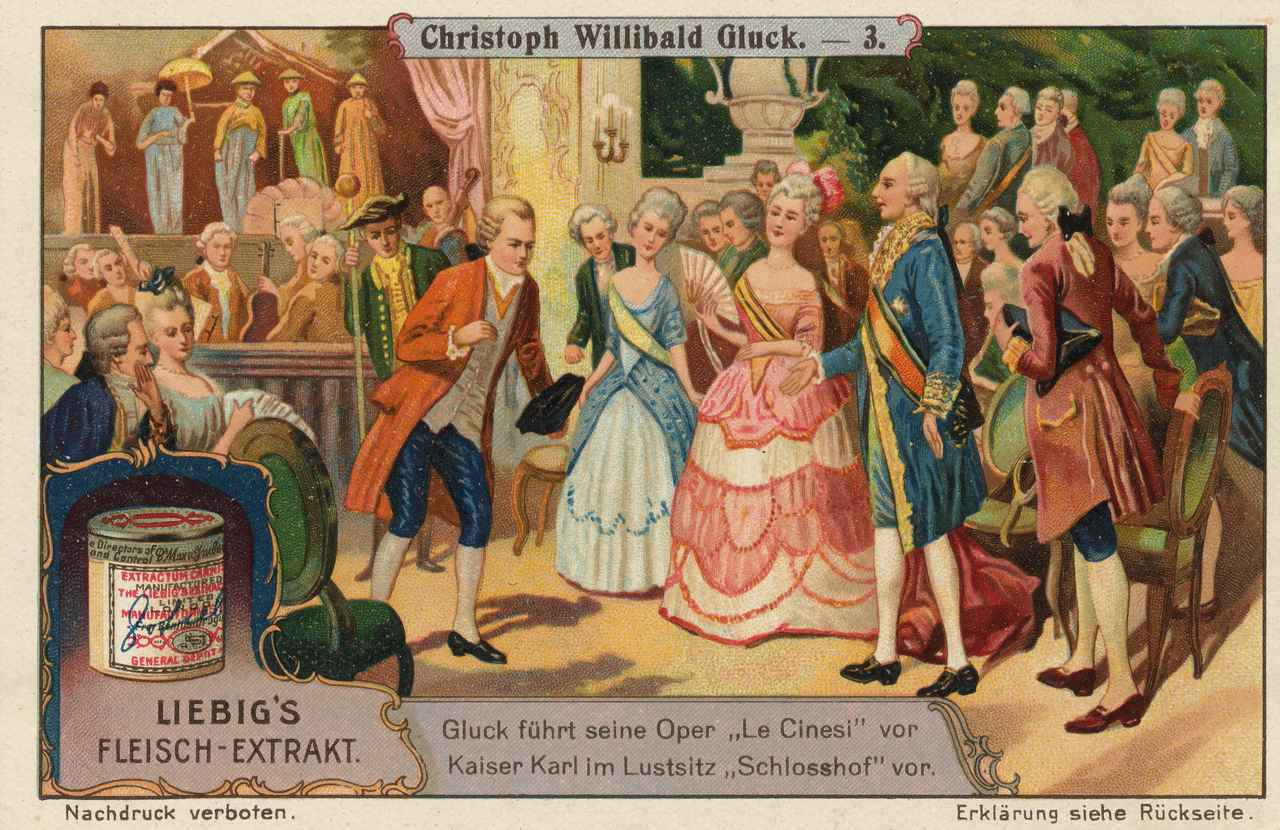
Gluck representó su ópera "Le Cinesi" ante el emperador Carlos en la residencia de recreo del "Schlosshof".

En 1749 el cantante Farinelli pidió a su amigo Metastasio  que revisara el texto y añadiera un papel masculino.  Esta versión, con música nueva de Nicola Conforto, se interpretó por primera vez en 1750  y se repitió en otras ciudades en los años siguientes. Aunque el contenido de la obra no cambió significativamente con el nuevo personaje de Silango, el texto adquirió una nueva dimensión dramática con su llegada inesperada a la habitación de mujeres. Silango toma ahora la iniciativa de la acción junto con Lisinga. En particular, es él quien propone al final representar un ballet: algo que fue originalmente una idea de Lisinga. 
La versión más interpretada hoy en día es la de Christoph Willibald Gluck . Fue creada en 1754 con motivo de una invitación a María Teresa por parte del Príncipe de Sajonia-Hildburghausen a su finca Schloss Hof, donde se celebraba una fiesta que duraba varios días (→ Le cinesi (Gluck) ).
En 2010, el compositor Karsten Gundermann adaptó la obra de Gluck y añadió intermezzi al estilo de la Ópera de Pekín del siglo XVIII. Esta versión se interpretó en el Festival de Música Sanssouci de Potsdam y en Pekín. 

## Ajustes musicales
| Compositor                                    | Estreno                                                       | Lugar     | Notas |  |
| --------------------------------------------- | ------------------------------------------------------------- | --------- | --- |  |
| Antonio Caldara                               | Carnaval 1735, Primavera en el Teatro Regio Ducal de Favorita | Viena     | "componimento drammtico“ |  |
| Nicola Conforto                               | Primavera de 1750, Teatro Regio Ducale                        | Milán     | „acción teatral“; también en 1751 como La festa cinese en el palacio real de Aranjuez; 1753 en una finca del Príncipe de Sajonia |  |
| Christoph Willibald Gluck → Le cinesi (Gluck) | 24 de septiembre de 1754, Schloss Hof                         | Viena     | „azione teatrale“; también en 1761 en elTeatro del Giardino della Corte de San Petesburgo                                        |  |
| Ignaz Holzbauer                               | primavera de 1756, Teatro de la Corte                         | Mannheim  | „componimento drammatico“; posiblemente también en 1756 en Schwetzingen; Libretto posiblemente adaptado para Mattia Verazi       |  |
| Luis Misón                                    | 1757                                                          | Madrid    | „composición drammatica“ Fiesta chinesca                                                                                         |  |
| Pietro Pompeo Sales                           | enero de 1757, corte vescovo de Augusta                       | Augsburgo | „componimento drammatico“ |  |
| Niccolò Jommelli                              | 1765, Teatro de la Corte Ducal                                | Luisburgo | |  |
| Davide Perez                                  | 1769, Palazzo Queluz                                          | Lisboa    | "componimento drammatico" |  |
| Gennaro Astarita                              | 13 de junio de 1773, Teatro dell’Accademia degli Ingegnosi    | Florencia | „componimento drammatico“; realizado junto con L’isola disabitata                                                                |  |
| Giuseppe Colla                                | 1781                                                          |           | |  |
| Antonio, rey de Sajonia                       | 27 de febrero de 1784                                         |           | „componimento drammatico“ para el cumpleaños de la Princesa María Ana de Sajonia (1761–1820)                                     |  |
| Giovanni Battista Cedronio                    | 13. November 1789                                             | Nápoles   | |  |
| Giuseppe Millico                              | Probablemente en la década de 1i780, palacio real             | ¿Nápoles? | |  |
| Manuel García                                 | 1831, actuación privada                                       |           | Compuesta para sus estudiantes de canto                                                                                          |  |

## Grabaciones digitales
- Nicola Conforto, La festa cinese:
  - 2005: Konzertante Aufführung in Montpellier. Europa Galante, Leitung: Fabio Biondi. Sänger: Marta Almajano (Lisinga), Maria Grazia Schiavo (Sivene), Silvia Tro Santafé (Tangia), Lucia Cirillo (Silango).[22]
- Manuel García:
  - 2015: Aufführung einer Produktion der Amics de l’Òpera de Sarrià am Teatre de Sarriá en Barcelona (Leitung: Raúl Giménez) und beim Festival Rossini in Wildbad (Leitung: Michele D’Elia). Regie: Jochen Schönleber. Sänger: Sara Bañeras (Lisinga), Silvia Aurea De Stefano (Sivene), Ana Victoria Pitts (Tangìa), César Arrieta (Silango).[23]
- Christoph Willibald Gluck:
  - 1963: Konzertante Aufführung in Rom. Orchestra della RAI di Roma, Leitung: Luciano Bettarini. Sänger: Genia Las (Lisinga), Renata Mattioli (Sivene), Rosina Cavicchioli (Tangia), Renato Ercolani (Silango).[24]
  - 1973: Aufführung an der Scala Mailand (Piccola Scala). Leitung: Giampiero Taverna. Sänger: Biancamaria Casoni (Lisinga), Carmen Lavani (Sivene), Lucia Valentini Terrani (Tangia), Carlo Gaifa (Silango).[25]
  - 1983/1989/1995: CD. Münchener Rundfunkorchester, Leitung: Lamberto Gardelli. Sänger: Alexandrina Milcheva-Nonova (Lisinga), Kaaren Erickson (Sivene), Marga Schiml (Tangia), Thomas Moser (Silango).[24][26]
  - 1985/1990: CD. Schola Cantorum Basiliensis, Leitung: René Jacobs. Sänger: Anne Sofie von Otter (Lisinga), Isabelle Poulenard (Sivene), Gloria Banditelli (Tangia), Guy de Mey (Silango).[24][27]
  - 1987: Video-Aufnahme aus Schwetzingen. Concerto Köln, Leitung: René Jacobs, Inszenierung: Herbert Wernicke. Sänger: Christina Högman (Lisinga), Sophie Boulin (Sivene), Eva Maria Tersson (Tangia), Kurt Streit (Silango).[24]
  - 2010/2012: Aufführung der Bearbeitung von Karsten Gundermann bei den Musikfestspielen Potsdam Sanssouci und im Mei Lanfang Grand Theatre in Peking. Ensemble L’Arte del mondo, China National Peking Opera Company, Leitung: Werner Ehrhardt. Sänger: Kremena Dilcheva (Lisinga), Barbara Emilia Schedel (Sivene), Milena Storti (Tangia) y Krystian Adam (Silango).[28]
  - 2014: Aufführung im Garten der Kirche St. Lorenz in Berching. Opera Incognita, Leitung: Ernst Bartmann, Inszenierung: Andreas Wiedermann. Sänger: Yeonjin Choi (Lisinga), Namyoung Kim (Sivene), Minjung Yoon (Tangia), Sangkyu Lee (Silango).[29]
  - 2014: Aufführung in Schloss Hof. Cappella Istropolitana, Leitung: Gerhard Lessky. Sänger: Elsa Giannoulidou (Lisinga), Marelize Gerber (Sivene), Anna Manske (Tangia), Gernot Heinrich (Silango).[30]
  - 2017: Konzertante Aufführung im Palau de les Arts Reina Sofía en Valencia. Orquestra de la Comunitat Valenciana, Leitung: Fabio Biondi. Sänger: Silvia Tro Santafé (Lisinga), Désirée Rancatore (Sivene), Ann Hallenberg (Tangia), Anicio Zorzi Giustiniani (Silango). Ein Videomitschnitt wurde auf der Streaming-Plattform OperaVision bereitgestellt.[31][32]